# South Georgia og South Sandwich Islands
South Georgia og South Sandwich Islands spansk: Georgias del Sur y Sandwich del Sur) er to britiske oversøiske territorier, som Argentina gør krav på. Øerne administreres fra Falklandsøerne.

## South Georgia
Består af South Georgia-øen, Shag Rocks, Black Rock, Clerke Rocks og Bird Island.
BAS (British Antarctic Survey) har den antarktiske forskningsstation Grytviken på South Georgia og d. 3. april 1982 blev øen besat af argentinske marineinfanterister i forbindelse med Operación Alfa. Under Operation Paraquet generobrede briterne South Georgia den 25. april 1982.

## South Sandwich Islands
Består af Traversey Islands (6), Saunders I., Montagu I., Bristol I. og Southern Thule (2), alle vulkanske og isdækkede. South Sandwich Islands er ubeboede 
I november 1976 landsatte Argentina 50 soldater på Southern Thule-øen under Operación Sol. De byggede en militær vejrstation kaldet Estación Científica Corbeta Uruguay. Briterne søgte ved diplomatiske kilder at få fjernet argentinerne. Efter Falklandskrigen fjernede britiske tropper d. 20. juni 1982 argentinerne med magt og sprængte basen i luften. 
- Wikimedia Commons har flere filer relateret til South Georgia og South Sandwich Islands

54°15′S 36°45′V / 54.25°S 36.75°V